# Мемфис 901
«Мемфис 901» (англ. Memphis 901 FC) — американский профессиональный футбольный клуб из города Мемфис, Теннесси. С 2019 года выступает в Чемпионшипе ЮСЛ, второй по уровню футбольной лиге США. Домашней ареной клуба является бейсбольный стадион «Ауто-Зоун Парк», вмещающий 10 000 зрителей.

## История
Создание нового профессионального футбольного клуба в Мемфисе было анонсировано 8 января 2018 года. Главным инвестором и владельцем клуба стала компания Trinity Sports Holding, возглавляемая Питером Фройндом. В собственности у холдинга также находятся три бейсбольных клуба младших лиг и английский футбольный клуб «Дагенем энд Редбридж». Акционерами клуба также являются президент бейсбольной команды «Мемфис Редбердс» Крейг Унгер и бывший голкипер сборной США Тим Ховард.
15 августа 2018 года на стадион «Аутозон Парк» был представлен главный тренер команды Тим Малкуин, имеющий двадцатилетний опыт работы в ряде клубов МЛС.
Официальная символика клуба и название «Мемфис 901» были представлены 1 сентября 2018 года. Неоновые огни на эмблеме символизируют главную улицу и музыкальный центр Мемфиса Бил-стрит, а корона является данью памяти таким выдающимся музыкантам как Элвис Пресли и Би Би Кинг. Цифра 901 это код города. В рамках презентации команды также состоялся товарищеский матч между клубами «Колорадо Рэпидз» и «Талса Рафнекс».
1 февраля 2019 года в качестве капитана команды был представлен защитник Марк Берч, проведший тринадцать сезонов в различных клубах МЛС.